# Diego Gutiérrez (cantautor cubà)
Diego Gutiérrez (Ciego de Ávila, 25 de setembre, 1974) és un cantautor cubà. En la seva obra es barregen elements de la nueva trova, el pop llatí, els diferents gèneres i ritmes autòctons del seu país, així com el folk, world music i el rock. Pel seu àlbum Palante el Mambo! (2018) va ser nominat en el 19è lliurament anual dels Premis Grammy Llatins el 2018 en la categoria Àlbum de Fusió Tropical.

## Trajectòria artística
Diego Gutiérrez va passar la seva infància i adolescència a Ciego de Ávila. Allí va aprendre de manera autodidacta a tocar la guitarra i a cantar els clàssics de la Trova Tradicional i de la Nova Trova. Des de molt petit va rebre les influències dels vells vinils de música pagesa i popular que s'escoltaven en la seva llar, herència que l'acompanyaria en la seva obra posterior.
Va començar a escriure les seves primeres composicions en la Universitat Central de les Viles, en la qual va trobar un moviment cultural que l'inspiraria, i l'impulsaria a portar endavant la seva carrera musical mentre estudiava Llengua i Literatura Anglesa en aquesta Universitat. Primer es va donar a conèixer en festivals d'afeccionats, en els quals va aconseguir diversos Diplomes d'Or, i després en recitals i gires per tota l'Illa.
En 1997 va fundar, al costat d'altres trobadors, la penya de cançó d'autor La Trovuntivitis en El Mejunje, lloc emblemàtic de Santa Clara, d'on sortiria una nova generació de cantautors i el seu Festival anual “Longina”.
Ha estat convidat a compartir l'escenari en concerts de cantautors com David Torrens, Frank Delgado, Santiago Feliú i Carlos Varela, entre d'altres. En els seus discos han participat notables instrumentistes, aportant cadascun els seus diversos gèneres i sabers a l'obra d'aquest cantant i compositor.
En 2006 va gravar el seu primer àlbum, De cero (Segell Unicorn, Abdala Produccions) que va rebre tres nominacions i dos Premis Cubadisco.
Ha participat com a artista convidat en el Festival Mundial de la Joventut i els Estudiants a Alger 2001 i a Caracas 2005. Va estar present en 2009 en el festival internacional de cantautors Barnasants a Barcelona on va oferir el seu art en diversos escenaris d'aquesta ciutat i posteriorment va realitzar una sèrie de concerts per València, Sevilla i Madrid.
En 2015 va ser guardonat amb el Premi del programa televisiu Cuerda Viva, que promou la música alternativa, en la categoria de Trova.
El seu segon disc d'estudi Palante el Mambo! va rebre un Premi Cubadisco i una nominació als Premis Grammy Llatins el 2018.
En 2019 va llançar oficialment el seu tercer lliurament d'estudi titulada Piloto automático, que compta amb la col·laboració en un dels seus temes de David Torrens, al costat d'altres convidats.
Com a resultat del seu musicalización de poemes d'onze escriptors de Vila Clara, va ser un dels guanyadors en el concurs “Del vers a la cançó”, organitzat pel Centre Cultural Pablo de la Torriente Brau, que es convertiria en 2021 en el seu quart disc d'estudi amb el títol Viaje al Centro de la Tierra (EGREM). Per a promoure aquest treball va ser convidat a presentar-lo en la Fira del Llibre de Montevideo, l'Uruguai 2019 i en la Fira Internacional del Llibre de Buenos Aires 2022.
Les seves cançons apareixen en diferents antologies i són interpretades i gravades per diversos intèrprets.
Al costat del seu estil i performance, fa èmfasi en els seus textos i en la seva visió personal de la tradició poètica i musical del seu país.
Ha portat la seva obra als Estats Units, Espanya, el Regne Unit, l'Argentina, Suïssa, Mèxic, Veneçuela, l'Uruguai, Xipre i Bolívia en gires de concerts, festivals i diversos escenaris.
Actualment és Membre Votant de l'Acadèmia Llatina d'Arts i Ciències de l'Enregistrament.

## Discografia

### Àlbums d'estudi
- 2006: De cero
- 2018: Palante el Mambo![10]
- 2019: Piloto automático[11]
- 2021: Viaje al Centro de la Tierra[12]

### Àlbum en directe
- 2008: Demasiado Diego. Gravat en viu en el Centre Pablo de la Torriente Brau, l'Havana.

### Discos col·lectius i antologies
- 2001: Trov@nónima.cu[13]
- 2003: Acabo de soñar. Poemes de José Martí musicalizados per joves trobadors cubans.[14]
- 2005: A guitarra limpia. Antologia 4 (Obra col·lectiva)[15]
- 2006: Te doy una canción. Vol.1. Concert homenatge a Silvio Rodríguez[16]
- 2007: Décimas del gato Simón. Dècimes musicalizadas de Josefina de Diego.[17]
- 2009: Del verso a la canción. Diversos artistes.
- 2018: La Trovuntivitis.[18]
- 2022: La Nueva Trova y más. 50 años. Vol.9[19]

## Premis i nominacions
- Els Premis Grammy Llatins són atorgats anualment per l'Acadèmia Llatina d'Arts i Ciències de l'Enregistrament als Estats Units.

| Obra nominada     | Premi          | Resultat |
| ----------------- | -------------- | -------- |
| Palante el Mambo! | Fusió Tropical | Nominat  |

- La Fira Internacional Cubadisco és el major esdeveniment discogràfic de l'Illa i els seus guardons són atorgats anualment.

| Any  | Obra nominada                              | Premi                                    | Resultat                                    |
| ---- | ------------------------------------------ | ---------------------------------------- | ------------------------------------------- |
| 2007 | De cero                                    | Òpera preval *Trova-pop-rock * Videoclip | Guanyador *Trova-Pop-Rock Millor Vídeo Clip |
| 2008 | Demasiado Diego (en viu)                   | Trova                                    | Nominat                                     |
| 2009 | Del verso a la canción (diversos artistes) | * Notes discogràfiques * Trova           | Guanyador * Notes discogràfiques * Trova    |
| 2018 | Palante el Mambo!                          | Fusió                                    | Guanyador                                   |
| 2021 | Piloto automático                          | Trova-Pop-Rock                           | Nominat                                     |

- Els Premis Lucas és el més important festival de l'audiovisual nacional, on es reconeix anualment els vídeos clips més excel·lents produïts per realitzadors del país en les diferents categories.

| Any  | Obra nominada                | Premi                                                                 | Resultat                                                     |
| ---- | ---------------------------- | --------------------------------------------------------------------- | ------------------------------------------------------------ |
| 2015 | El cinematógrafo (videoclip) | • Trova • Efectes visuals • Direcció d'Art • Òpera preval. • Animació | Guanyador • Millor vídeo Trova •Millor vídeo efectes visuals |